# Hans-Martin Lotz
Hans-Martin Lotz (* 1. November 1947; † 2. Mai 2021) war ein deutscher Hammerwerfer, der während seiner Laufbahn die Staatsbürgerschaft Australiens annahm.

## Werdegang
Bis 1969 war Lotz Mitglied beim Hamburger SV, anschließend der SV Polizei Hamburg und ab 1. Januar 1979 wieder des HSV. 1978 wurde er deutscher Juniorenmeister im Hammerwurf. Im Juni 1979 gewann Lotz den Ostseepokal. Bei dem in Hamburg ausgetragenen Wettkampf mit Sportlern aus Norddeutschland und Skandinavien erreichte er eine Weite von 70,48 Metern. Im Folgemonat kam Lotz bei der Hamburger Meisterschaft auf 71,48 Meter. In der Sportart Rasenkraftsport trat er für Hessen Kassel an. Nachdem Lotz im Hammerwurf aus dem bundesdeutschen A-Kader gestrichen wurden war, ging er im Februar 1981 zu Trainingszwecken nach Australien. Zunächst war dort ein zweimonatiger Aufenthalt vorgesehen, ab September 1981 lebte er fest in Australien.
Noch als deutscher Staatsbürger gewann Lotz 1981 und 1982 mit Weiten von 67,92 Metern beziehungsweise 67,50 Meter die australische Meisterschaft im Hammerwurf. 1982 beantragte Lotz, der Anfang September 1982 heiratete, die australische Staatsbürgerschaft. 1983 (69,28 Meter), 1984 (66,86 Meter) und 1985 (70,02 Meter) gewann er die australische Meisterschaft jeweils als Australier. 1986 und 1990 wurde Lotz Dritter der australischen Meisterschaft.
Auf internationaler Ebene trat Lotz nach dem Wechsel der Staatsbürgerschaft für Australien an: 1982 wurde er mit 68,82 Metern Vierter der Commonwealth-Spiele. 1983 nahm er an den Weltmeisterschaften teil und erreichte mit 66,14 Metern den 24. Platz. 1985 wurde Lotz mit 68,24 Metern Zweiter der Pacific-Conference-Spiele, den Weltcup 1985 schloss er mit 67,30 Metern auf dem sechsten Rang und die Commonwealth-Spiele 1986 mit 66,14 Metern auf dem siebten Platz ab.
Seine persönliche Bestweite erreichte Lotz mit 73,80 Metern im April 1983 in Melbourne. Das war zu diesem Zeitpunkt gleichzeitig die zweitbeste jemals von einem Australier geworfene Weite.